# (3634) Iwan
(3634) Iwan ist ein Asteroid des Hauptgürtels, der am 16. März 1980 vom schwedischen Astronomen Claes-Ingvar Lagerkvist am La-Silla-Observatorium (IAU-Code 809) der Europäischen Südsternwarte in Chile entdeckt wurde.
Der Asteroid wurde nach dem britischen Astronomen Iwan P. Williams benannt.